# GP Laguna
Der GP Laguna (auch GP Laguna Porec) war ein kroatisches Straßenradrennen in der Region der Stadt Poreč. 
Das Eintagesrennen wurde von 2015 bis 2018 jeweils im Februar ausgetragen. Es war Teil der UCI Europe Tour und dort in der UCI-Kategorie 1.2 eingestuft. 

## Sieger
| Jahr | Sieger          | Zweiter         | Dritter          |
| ---- | --------------- | --------------- | ---------------- |
| 2015 | Michael Gogl    | Seid Lizde      | Simone Petilli   |
| 2016 | Filippo Ganna   | David Per       | Domen Novak      |
| 2017 | Andrea Toniatti | Paolo Totò      | Stephan Rabitsch |
| 2018 | Paolo Totò      | Lukas Schlemmer | Andrea Toniatti  |